# Abelha Maia (2012)
Maya l'abeille ou Die Biene Maja (A Abelha Maia (título em Portugal) ou A Abelha Maya (título no Brasil))  é uma série de desenho animado belga-franco-germana computadorizada produzida pelo Studio 100 Animation (o mesmo que produziu as novas séries de Heidi e Vicky, o Viking).

## Televisão
Em França, estreou originalmente no canal TF1 em 5 de setembro de 2012,
Em Portugal a série estreou na Nickelodeon em 3 de dezembro de 2012. Também passou na RTP2 em 2013 no programa Zig Zag. Saíram vários DVDs pela editora Pris Audiovisuais. Embalada pelo estrondoso sucesso da "Heidi (3D)", o Canal Panda iniciou em Outubro de 2015 a transmissão na nova série em 3D da série. Na madrugada, entre 30 de novembro de 2017 e 1 de dezembro de 2017, a Nickelodeon fez as últimas transmissões da série, depois de cinco anos de transmissão. Nessa altura, a Nickelodeon era o único canal que transmitia a série na televisão portuguesa. No dia 26 de fevereiro de 2018, a segunda série estreou na televisão portuguesa, pela RTP2. Nesse mesmo ano também estreou no Canal Panda.  
No Brasil a série foi exibida pelo Disney Junior em 2013.
A série foi baseada na série de anime nipo-germânica homónima, inspirada pela literatura infantojuvenil Die Biene Maja und ihre Abenteuer do autor alemão Waldemar Bonsels.
| Países   | Canal         | Estreia da Primeira Série (1ª, 2ª e 3ª temporada) | Estreia da Segunda Série (4ª Temporada) |
| -------- | ------------- | ------------------------------------------------- | --------------------------------------- |
| França   | TF1           | 5 de setembro de 2012                             | 2017                                    |
| Alemanha | ZDF           | 2012                                              | 2017                                    |
| Portugal | Nickelodeon   | 3 de dezembro de 2012                             | -                                       |
| Portugal | RTP2          | maio de 2013 (repetição em 2017)                  | 26 de fevereiro de 2018                 |
| Portugal | Canal Panda   | 5 de outubro de 2015                              | 1 de setembro de 2018                   |
| Brasil   | Disney Junior | 2013                                              |                                         |

## Enredo
Maya (Maia) é uma abelha bem curiosa, vai para a escola como todas as outras abelhas pois é lá que irão aprender a cumprir os seus deveres e a evitar todos os perigos a que irão um dia mais tarde estar sujeitas quando chegar o dia em que tiverem de trabalhar para a sua colmeia.  
Mas a enorme curiosidade depressa fala mais alto e faz com que apesar de todas as advertências da sua professora Kassandra ela queira ver com os seus próprios olhos que segredos e mistérios da floresta que a rodeia encerra partindo destemida para uma viagem de descoberta na qual sempre é acompanhada pelo seu melhor amigo Willy e pelo gafanhoto Flip.

## Elenco

### Versão francesa
- Maya: Angela Mit
- Willy: Sauvane Delanoe
- Flip: Xavier Fagnon
- Cassandra: Alexandra Garijo
- Béatrice: Tony Marot
- Shelby: Magali Rosenzweig
- Thekla: Magali Rosenzweig
- Barry: Emmanuel Garijo
- Lara: Alexandra Garijo
- Ben: Camille Donda
- Kurt: Tony Marot
- Paul: Xavier Fagnon
- Rainha: Alexandra Garijo
- Max: Tony Marot
- Juge Ciredabeille: Xavier Fagnon
- Canção cantada por: Aurore Delplace

### Versão alemã
- Maja: Zalina Sanchez
- Willi: Gerd Meyer
- Flip: Hans-Jürgen Dittberner
- Kassandra: Juana von Jascheroff
- Rainha: Sonja Deutsch
- Max: Lukas Till Berglund
- Ben: Ben Hadad
- Lara: Fridoline Domanowski
- Beatrix: Manja Doering
- Rufus: Bernhard Völger
- Thekla: Beate Gerlach
- Paul: Axel Lutter
- Piekser: Klaus-Dieter Klebsch
- Motz: Tom Deininger
- Richter Bienenwachs: Lothar Blumhagen
- Rempel: Gerald Schaale
- Canção cantada por: Helene Fischer[6]

### Versão Portuguesa
- Maia: Susana João
- Willy: Ana Ritta (primeira série); ??? (segunda série)
- Flip: Telmo Mendes
- Kassandra: Inês Marques
- Rainha: Susana João
- Max: Inês Pereira
- Ben: Inês Marques
- Lara: Inês Marques
- Beatriz e Thekla: Maria Lemes
- Motz e Rempel: Axel e Ana Ritta
- Rufuz, Paul e Juiz cera de abelha: Telmo Mendes
- Canção cantada por: Anna Ritta
- Estúdio de Dubragem: Estúdios PSB Audiovisuais

## Lista de Episódios
| - 01. O Juiz Cera de Abelha - 02. A Garrafa do Willy - 03. O Mensageiro da Rainha - 04. Cuidado com o Urso - 05. Maia, a Salvadora - 06. O Jogo das Sombras - 07. O Estranho - 08. As Aparências Iludem - 09. A Bela Adormecida - 10. A Maia não Consegue Dormir - 11. Filiberto - 12. Dança com Abelhas - 13. Rei Willy - 14. Flores Noturnas - 15. Uma Questão de Pó - 16. A Excursão Real - 17. Esta Bola Não Para - 18. Um Bando Selvagem - 19. Abelhas Asseadas - 20. Ou Vai ou Racha! - 21. A Viagem da Senhora Escaravelho - 22. Licença de Voo - 23. O Dino Perde os Smigos - 24. Mãe Coragem - 25. O Bolo da Rainha - 26. Uma Roda de Lagartas | - 27. A Mosca Espia - 28. O Sonho de Shelby - 29. O Grande Roubo do Pólen - 30. O Jardim da Maia - 31. O Max Apaixonado - 32. Thekla Adiantada - 33. Rock na Colmeia - 34. As Insônias do Max - 35. A Vespa Simpática - 36. Willy Sai de Casa - 37. Clima à Medida - 38. Sigam Esse Ovo - 39. Em Busca da Bosta Perdida - 40. Rainha do Eclipse Solar - 41. A Cabana do Henry - 42. O Nascimento da Maia - 43. Partida - 44. A Colmeia Assombrada - 45. Abelhoversário - 46. As Asas de Campeão - 47. O Cetro da Rainha - 48. Noite de Gigantes - 49. Edgar, o Destemido - 50. A Mineira Molly - 51. Os Óculos do Barry - 52. Santinha Menina Cassandra | - 53. Alarme - 54. Maia, a Comandante - 55. O Fruto Proibido - 56. Obrigado Vespas - 57. Willy Amuado - 58. Rainha Por Um Dia - 59. Harmonia No Prado - 60. Willy Perde a Memória - 61. Pólen Arco-Iris - 62. Rãs Esfomeadas - 63. Expresso Libelinha - 64. Que Comece o Espetáculo - 65. Voo Noturno - 66. A Estranha - 67. O Novo Shelby - 68. Willy Guarda a Colmeia - 69. A Flor Partilhada - 70. Eu Disse Isso? - 71. Amigos do Carvalho - 72. Abelha em Fuga - 73. A Bicha Cadela Má - 74. Doutor Lábia - 75. Presente dos Céus - 76. Muco Precisa-se - 77. O Provador de Pólen - 78. Uma Surpresa Para a Maia |

## Críticas e conflitos

### Controvérsias sobre sexualidade
Em 2017, enquanto um pai assistia o desenho com seu filho na Netflix, foi visto no episódio 35 da 1ª Temporada um desenho de um órgão sexual masculino no tronco de uma árvore, depois disso, o pai comunicou com a Studio 100 Animation para retirar o episódio imediatamente, depois disso, a série nunca mais apareceu na Netflix, e o episódio não pode ser mais visto, mas, na internet, é possível ver a imagem do tronco. 

### Controvérsias sobre drogas lícitas
A nova versão 3D da Abelha Maia também já esteve no centro da controvérsia devido às drogas. Um conflito entre Studio 100 e a Greenpeace levaram a Greenpeace a uma "justiça", devido a uma polémica que envolveu produtos alimentares que causariam cancro aos mais novos. A Greenpeace usou o design 3D da Abelha Maia para promover o tabaco. Em sua comunicação, o Greenpeace usou-a em um local falso para anunciar os "cigarros das crianças". Um porta-voz do Studio 100 chamou de 'campanha vergonhosa', acusando o Greenpeace de violar os direitos exclusivos do Studio 100 de explorar, reproduzir e comercializar a personagem e afirmou que seu anúncio era antiético e causava um impacto negativo nas crianças. Enquanto isso, o Greenpeace se desculpou pela campanha, mas que não perdoa Studio 100. A notícia espalhou-se por toda a Alemanha, incluindo na Austrália e Estados Unidos. No entanto, em Portugal, Espanha e Brasil a notícia teria sido censurada. 

## Curiosidades
- O episódio "O Nascimento de Maia" é pensado no 1º episódio do anime de 1975.
- No Brasil, foi a primeira vez que a personagem passou na televisão do país. O anime de 1975 nunca foi exibido, embora, os vídeos possam ser encontrados na internet.
- Em Portugal, o Canal Panda e a Nickelodeon transmitiram os episódios todos, no entanto, a RTP2 dos 78 episódios da série, apenas 39 passaram.
- Em 2015, a a protagonista teve direito a um filme e um segundo filme em 2018.
- Em Portugal, a Nickelodeon passava muito a série em horário de madrugada e durante a semana passava às 11h45 da manhã
- Em 2017, enquanto um pai assistia o desenho com seu filho na Netflix, foi visto no episódio 35 da 1ª Temporada um desenho de um órgão sexual masculino no tronco de uma árvore, depois disso, o pai comunicou com a Studio 100 Animation para retirar o episódio imediatamente, depois disso, a série nunca mais apareceu na Netflix, e o episódio não pode ser mais visto, mas, na internet, é possível ver a imagem do tronco.
- Em Portugal, no ano de 2012, foi a Nickelodeon que estreou a primeira série, mas a segunda foi estreada pela RTP2. No entanto, a vertente curiosa é que 2018 é o ano que "Abelha Maia" completa 40 anos que a personagem estreou da RTP, pois o anime clássico estreou na televisão portuguesa (na RTP) em 1978.